# Рогівка

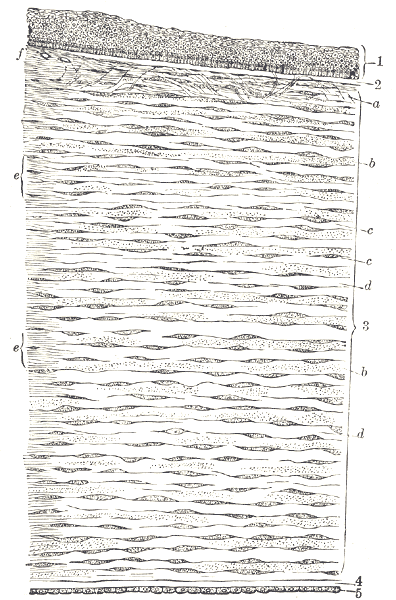
Шари рогівки в перерізі.

Рогі́вка (лат. cornea) — передня зовнішня прозора поверхня очного яблука, через яку в очне яблуко проникає світло. Рогівка — найголовніший з елементів, які формують зображення, оскільки його вигнута поверхня, перебуваючи в безпосередньому контакті з зовнішнім середовищем, забезпечує найбільшу зміну показника заломлення в оптичній системі ока. Дефекти заломлення, такі, як короткозорість (міопія), далекозорість (гіперметропія) або астигматизм, можуть бути наслідком зміни кривизни рогівки і коригуються лазерною хірургією.

## Функції
Прозора, зволожена, правильної форми рогівка є обов'язковою передумовою нормальної гостроти зору, в очному яблуці вона відграє роль «вікна». Оптична сила рогівки становить +43 діоптрій (сумарна оптична сила ока становить близько +60 дптр). Однак така оптична сила можлива лише за умови, що за рогівкою міститься водяниста волога передньої камери ока. Якби за рогівкою знаходилось повітря, то рогівка була б розсіюючою лінзою, оскільки її товщина в центрі менша ніж на периферії.

## Будова
Рогівка має форму прозорого диску, по краях оточена лімбом білкової оболонки ока (склери). Нормальна людська рогівка має форму горизонтального еліпса (діаметр 11,7 х 10,6) і є випнутою у вигляді сфери. Радіус цього випинання становить близько 7,7 мм. В центрі рогівка тонша (0,52 мм) ніж по краям (0,67 мм)
Людська рогівка складається з 6-ти шарів:
- епітеліальний шар (контактує з зовнішнім середовищем)
- боуменова мембрана (передня погранична пластинка)
- строма
- шар Дюа (відкритий у 2013 р.)
- десцеметова мембрана (задня погранична пластинка)
- ендотеліальний шар (омивається водянистою вологою передньої камери ока

## Ембріологія
Епітеліальний шар рогівки розвивається із ектодерми, всі їнші із мезодерми.

## Фізіологія

### Прозорість
Прозорість рогівки обумовлена чіткою впорядкованістю білкових елементів (колаген і протеоглікани) і точним вмістом води в стромі. Тому оптична сила рогівки є сталою і складає половину довжини хвилі видимого світла[що?].
Рогівка має здатність затримувати більшу частину ультрафіолетових променів попереджуючи попадання їх на сітківку. Однак УФ пошкоджує тканину самої рогівки. При потраплянні на око інтенсивного ультрафіолетового випромінювання розвивається фотокератит (снігова сліпота).
При зміні вмісту води в рогівці (наприклад, при набряку), її чітка організація втрачається і розсіювання світла збільшується. Вміст води регулююється ендотеліальними клітинами.

### Сльозова плівка
Сльозова рідина виробляється головним чином сльозовими залозами і через кут ока і носослізний канал відтікає до носової порожнини.
Сльозова плівка вкриває рогівку і кон'юнктиву, бере участь у процесах живлення рогівки (рогівка не містить власних кровоносних судин), зволожує і захищає її. Сльозова плівка являє собою тришарову структуру:
- Ліпідний шар (поверхневий): ліпіди синтезуються мейбомієвими залозами;
- Водний шар становить 98% всієї товщини плівки, містить водорозчинні сполуки, лізоцим, імуноглобулін, лактоферин. У його формуванні беруть участь маленькі сльозові залози Краузе, Генле, Вольфрінга, розташовані найчастіше у склепіннях кон'юнктиви;
- Муцин синтезується безпосередньо епітеліальними клітинами рогівки, за своєю природою є мукополісахаридними комплексом.

При кліпанні утворюються маленькі пухирці, які на дуже короткий час знижують гостроту зору. Через 0,5-1,5 секунд пухирці розчиняються (набувають консистенції плівки). Приблизно через 5 секунд плівка розривається і покриття рогівки стає нерегулярним, це сприяє знову ж таки деякому зниженню гостроти зору і провокує новий мигальний рух. Час між миганнями у дорослої людини становить в середньому 23 секунди, у дітей і людей похилого віку може зменшуватись до 11 секунд.
Товщина сльозової плівки становить приблизно 10 мкм. Порушення з боку сльозової плівки призводять до розвитку синдрому сухого ока.

### Обмін речовин
Рогівка отримує поживні речовини з трьох джерел:
- Зовнішнє середовище і сльозова рідина (переважно кисень, фактори імунного захисту)
- Водяниста волога передньої камери ока
- Крайова (перикорнеальна) петлиста сітка лімбу утворюється за рахунок передніх циліарних артерій (ці артерії також беруть участь у кровопостачанні райдужки і циліарного тіла).

В тканині рогівки поживні речовини та кисень переміщуються шляхом дифузії.

### Іннервація
В рогівці міститься велика кількість нервових закінчень. Переважна більшість чутливих волокон поступає в рогівку від довгих гілок війчастих (циліарних) нервів (назоціліарна гілка очного нерва, яка своєю чергою є першою гілкою трійчастого нерва). При проходженні через лімб нервові волокна втрачають мієлінову оболонку і потрапляють у строму. Деякі волокна тут і закінчуються, деякі проникають через боуменову мембрану в епітелій рогівки.
Нервові волокна утворюють в рогівці чотири види сплетень:
- Основне сплетення (середня третина рогівки);
- Підосновне сплетення або термінальне сплетення Райзера (під боуменовою мембраною);
- Базальне субепітеліальне сплетення (нервові волокна, що пройшли крізь боуменову мембрану, переплітаються під верхнім епітеліальним шаром);
- Інтраепітеліальне сплетення.

В центрі рогівки нервових закінчень більше ніж на периферії. Чутливі нервові волокна обумовлюють рогівковий рефлекс, який полягає в мимовільному кліпанні і посиленому зволоженні ока сльозовою рідиною при механічному подразненні.
Пошкодження нервів викликає епітеліальну реакцію, яка відома під назвою нейропаралітичний кератит. При цьому виді кератиту через недостатню чутливість нервів виникає спочатку непомітне для хворого зниження зволоження рогівки. Це викликає спочатку поверхневі пошкодження рогівки, за ним йдуть глибші дефекти епітелію. При приєднанні бактеріальної суперінфекції можуть розвиватися виразки. Кожне пошкодження нервів призводить до підвищення ризику, оскільки нервові закінчення є для рогівки життєво важливою попереджувальною системою. Тому зниження чутливості рогівки через носіння контактних лінз є небажаним побічним ефектом.

## Методи дослідження

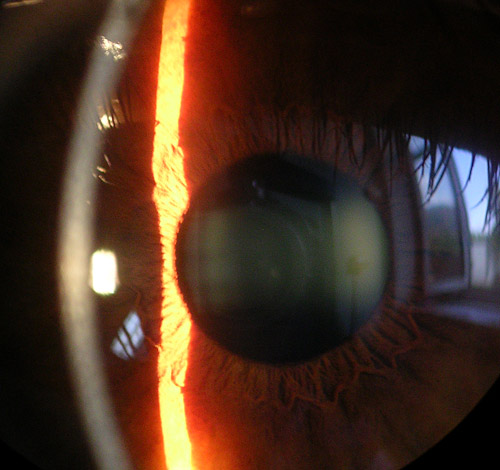
Огляд рогівки за допомогою щілинної лампи

- Для оцінки стану рогівки офтальмологи зазвичай використовують щілинну лампу.
- Топометрія рогівки визначається за допомогою топометру.
- Кривизну рогівки (і відповідно оптичну силу) можна виміряти за допомогою офтальмометру.
- Визначення чутливості рогівки проводять за допомогою анестезіометру.
- Товщину рогівки можна визначити за допомогою пахіметру, який являє собою пристрій з використанням ультразвуку.
- Рівень продукування сльозової рідини можна виміряти за допомогою проби Ширмера.
- За допомогою тонометру можна визначити рівень внутрішньоочного тиску. Розрізняють контактні і безконтактні методи вимірювання тиску.
- Час розривання сльозової плівки (і відповідно її якість) визначають після закрапування фарбуючого розчину флуоресцеїну і наступного огляду за допомогою щілинної лампи.

## Захворювання
- Запалення рогівки — кератит — може мати бактеріальну, вірусну чи грибкову природу.
- Кератоконус — зміна форми рогівки з нормальної сферичної на патологічну конічну.
- Існує значна кількість дистрофій рогівки. Їх поділяють на дві великі групи: вроджені і набуті.
- Фотокератит розвивається при надмірному ультрафіолетовому випромінюванні.